# Isoetes delilei
Isoetes delilei är en kärlväxtart som beskrevs av Werner Hugo Paul Rothmaler. Isoetes delilei ingår i släktet braxengräs, och familjen Isoetaceae. Inga underarter finns listade i Catalogue of Life.